# گروه تی‌ام‌اکس
گروه تی‌ام‌اکس (انگلیسی: TMX Group) شرکت خدمات مالی کانادایی است، که در زمینه مدیریت بازار بورس اوراق بهادار و بازار معاملات آتی فعالیت می‌کند.